# Fyren i Port Said
Fyren i Port Said är ett fyrtorn vid inloppet till Suezkanalen i Port Said i Egypten. Den är Afrikas högsta fyr.
Fyrplatsen etablerades 1890 och den första fyren var ett torn i fackverk av trä. Den nuvarande fyren byggdes på uppdrag av Ismail Pascha till invigningen av Suezkanalen 1869. Den ritades av François Coignet och var ett av de första fyrtornen som byggdes av armerad betong. Tornet är klätt med gult tegel och nordsidan målades 1926 i ett svart och vitt schackmönster för att öka synligheten i dagsljus. Lanternan och balkongen är vitmålade. Fyren, som är Port Saids äldsta byggnad, togs ur drift i början av 1990-talet.

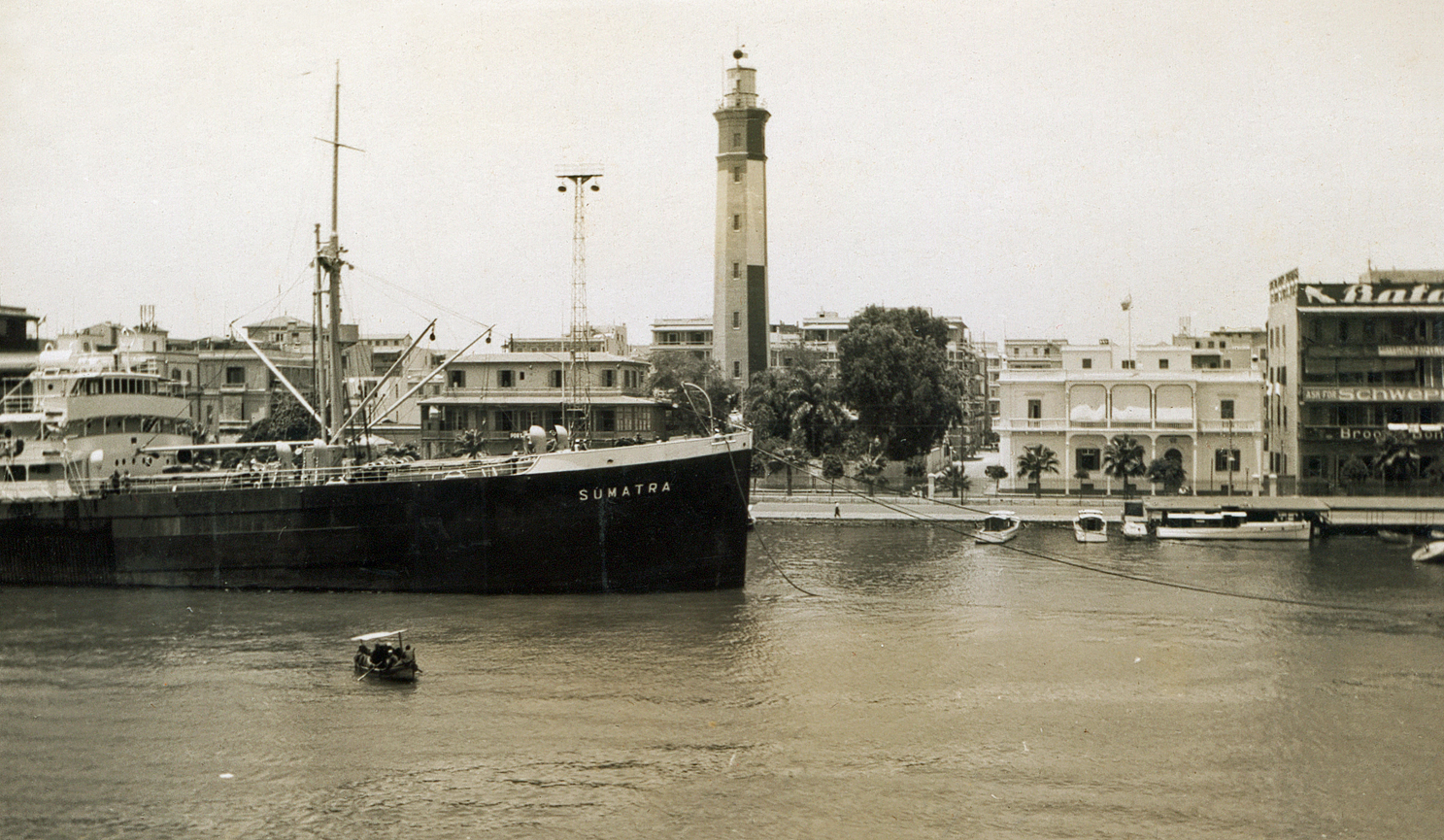
Fyrtornet på 1930-talet.